# Xenocryptus
Xenocryptus é um género de coleópteros da família Erotylidae.